# Hochhaus Hagenholzstrasse

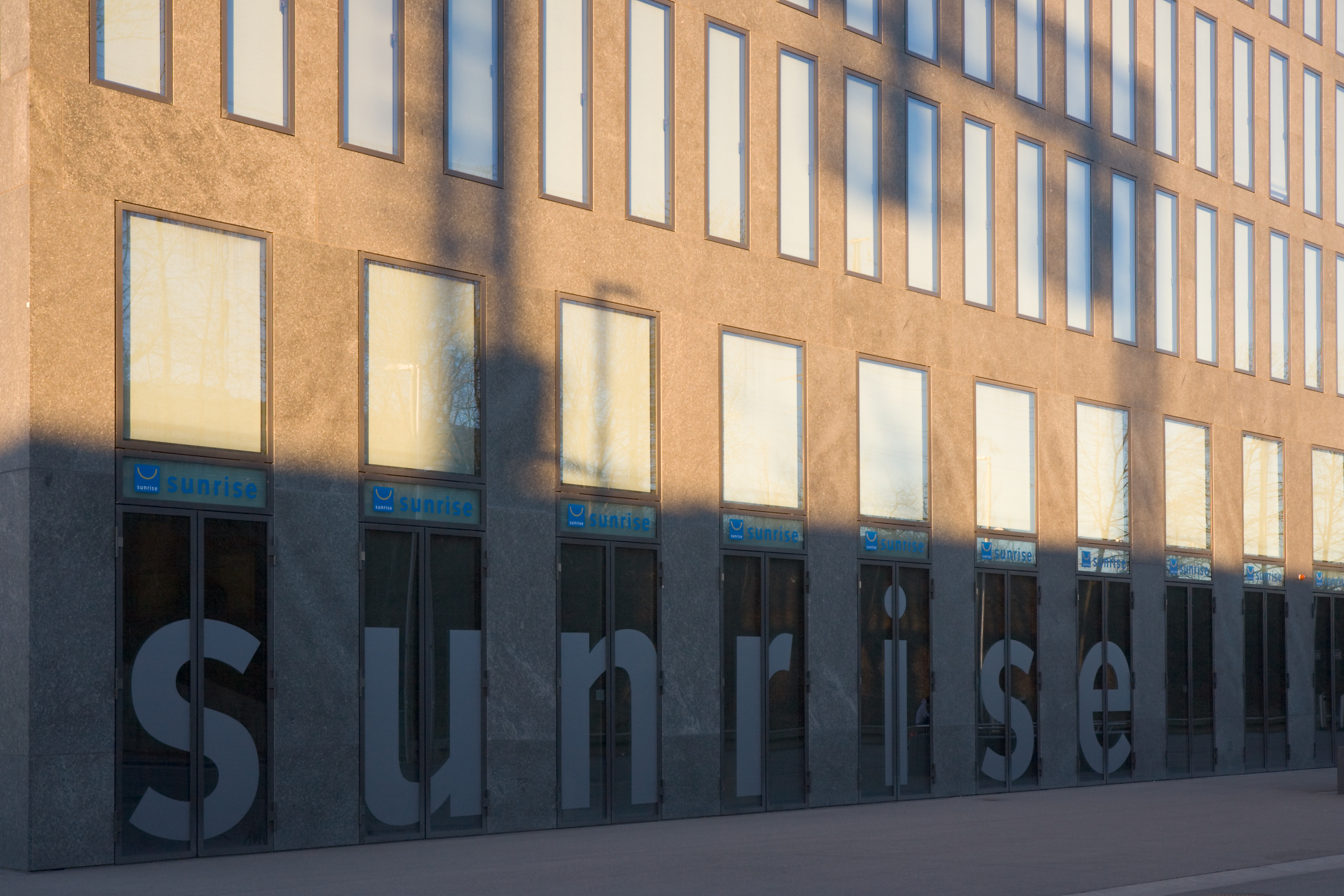
Sonnenuntergang am Sunrise Tower

Hochhaus Hagenholzstrasse (amtliche Bezeichnung, ehemals Sunrise Tower) ist ein Hochhaus im Quartier Seebach im Norden der Stadt Zürich.
Das Gebäude, eines der höchsten der Stadt Zürich, umfasst zwei insgesamt 88 und 72,5 Meter hohe Türme auf einem gemeinsamen 25 Meter hohen Sockelbau.
Die Fassadenfläche beträgt 18'000 m². Das Gebäudeinnere (215'000 m³ nach Baunorm SIA 116) ist modern im skandinavischen Stil eingerichtet. Die Möbel der Kantinen und Lounges stammen vom dänischen Designer Arne Jacobsen. Der Architekt Max Dudler wählte die gleichen Materialien und Proportionen der Fenster wie bei der Diözesanbibliothek Münster, an welcher er ebenfalls beteiligt war.

## Erbauung
Mit dem Bau des Sunrise Towers ging in Zürich eine hochhausfreie Ära zu Ende: Zwanzig Jahre hatte der Stadtrat zuvor keine Hochhäuser mehr bewilligt. Am 25. August 2005 übergab Regierungsrat Hans Hollenstein die Schlüssel an den damaligen Sunrise-CEO Hans Peter Baumgartner.
Die Bauarbeiten wurden im Jahr 2000 begonnen und 2005 fertiggestellt. Entstanden ist es aus einem im Architekturwettbewerb siegreichen Entwurf der Arbeitsgemeinschaft Wäschle Wüst und des Ateliers Max Dudler. Bekannt ist das Gebäude auch als diAx Tower, propagiert von dem ehemaligen Mobilfunkanbieter diAx als Hauptmieter. Tele Denmark fusionierte Sunrise Communications und diAx zu TDC Switzerland und übernahm das Bauprojekt, welches danach CI-konform als Sunrise Tower bezeichnet wurde. Bauherrin und Eigentümerin des Gebäudes ist allerdings die Beamtenversicherungskasse des Kantons Zürich (BVK). Diese liess das Gebäude vom Totalunternehmer Zschokke für etwa 200 Millionen Franken erstellen.
Der Gebäudekomplex entspricht der ersten Bauetappe der Gesamtüberbauung Quadro, welche nach ihrer Fertigstellung vier Gebäude umfassen wird. Die vier Bürohäuser werden um den öffentlich genutzten Quadroplatz gruppiert und bilden dann eines der markantesten Areale im Gebiet Leutschenbach. Nebst dem Sunrise Tower ist nach Bauabschluss auch der etwas niedrigere MainTower (16 Obergeschosse) Bestandteil der Gesamtüberbauung.

## Nutzungsgeschichte
TDC zog seit Mai 2005 die verschiedenen Standorte rund um Zürich in den Türmen zusammen. Die Etagen wurden von oben nach unten belegt und bis September 2005 war der Umzug abgeschlossen. Es arbeiteten etwa 2000 Leute in der Überbauung, mit einem Potential für 2200 Arbeitsplätze. Ab 2009 wurden grosse Teile des Towers durch Mitarbeiter der Credit Suisse IT genutzt.
Am 11. November 2009 zog sich der Schweizer Ueli Gegenschatz bei einem Base-Jump vom Sunrise Tower im Rahmen einer Werbeaktion schwere Verletzungen zu, welchen er zwei Tage später erlag.
Anfang Februar 2010 zog die gesamte TDC Switzerland aus dem Gebäude aus, das nun grösstenteils von der Credit Suisse gemietet und entsprechend neu beschriftet wurde. Am 10. März wurde bekannt, dass Credit Suisse den Mietvertrag per 31. Juli 2024 kündigte. Nun will die Liegenschaftsbesitzerin das Hochhaus zu Wohnraum umnutzen.